# Don Owen
Pour les articles homonymes, voir Owen.
Don Owen est un réalisateur, scénariste et producteur de cinéma canadien, né le 19 septembre 1931 à Toronto, ville où il est mort le 21 février 2016.

## Biographie
Don Owen a été occasionnellement monteur, acteur et directeur de la photographie.

## Filmographie

### Réalisateur
- 1962 : Runner
- 1964 : Toronto Jazz
- 1964 : Départ sans adieux (Nobody Waved Good-bye)
- 1965 : You Don't Back Down
- 1965 : Two Men of Montreal
- 1965 : Ladies and Gentlemen, Mr. Leonard Cohen
- 1965 : High Steel
- 1966 : Notes for a Film About Donna & Gail
- 1967 : The Ernie Game (en)
- 1972 : Cowboy and Indian
- 1976 : Partners
- 1984 : Unfinished Business
- 1988 : Turnabout

### Scénariste
- 1962 : Runner
- 1964 : Nobody Waved Good-bye
- 1965 : High Steel
- 1966 : Notes for a Film About Donna & Gail
- 1967 : The Ernie Game
- 1976 : Partners
- 1984 : Unfinished Business
- 1988 : Turnabout

### Producteur
- 1964 : Nobody Waved Good-bye
- 1976 : Partners
- 1984 : Unfinished Business
- 1988 : Turnabout

### Monteur
- 1961 : Le catch
- 1962 : Runner
- 1964 : Toronto Jazz
- 1965 : High Steel
- 1972 : Cowboy and Indian

### Acteur
- 1970 : Crimes of the Future

### Directeur de la photo
- 1962 : À Saint-Henri le cinq septembre